# Stoeba occulta
Stoeba occulta är en svampdjursart som först beskrevs av Jörn Hentschel 1909.  Stoeba occulta ingår i släktet Stoeba och familjen Pachastrellidae. Inga underarter finns listade i Catalogue of Life.